# Cléville
Cléville é uma comuna francesa na região administrativa da Normandia, no departamento de Sena Marítimo. Estende-se por uma área de 5,47 km². Em 2010 a comuna tinha 157 habitantes (densidade: 28,7 hab./km²).